# 大藏寺 (横浜市)
大蔵寺（だいぞうじ）は、神奈川県横浜市緑区にある曹洞宗の寺院。
山号は般若山（はんにゃざん）。院号は廣福院。本尊は釈迦如来。武相寅年薬師霊場5番目。

## 歴史
鎌倉期（西暦1200年頃）、小高い丘になっている「松原」（株式会社日本高周波のある一帯で鎌倉往還と言われた。中原街道より1町〈約20m程入ったところ〉に創られた。
当時としては割合に交通の便はよく、裏は小高い丘であり前は田畑に適した広地で鶴見川や恩田川を望む景勝の地と軍事的には要衝の地でもあった。その当時の大藏寺の開山や宗派は不明。
創建者（御開基）は、鎌倉浪人兵衛尉相原左近（鎌倉将軍源頼朝の家臣、中山村の相原家一族の祖）であり、「源頼朝公の菩提冥福の弔い」と「相原家の菩提寺」として大藏寺を建立したと言い伝えられている。
約400年後の慶長年間（1608年頃）、大火災にて堂塔伽藍などが全て焼失。現在では土中から屋根瓦の破片とか敷石が発見されるのみとなっている。
大火災後、10年以上後に顕道長察大和尚禅師が当地に巡行の折り止錫（シシャク）せられ、村民の教化に当たられた。その時に一般檀信徒に働きかけて大藏寺の再建を計画し、相原左近の元屋敷で六十間四面（約120m2）の土地（現在の場所）を境内地とした。この時から大藏寺は「曹洞宗」となり、「顕道長察大和尚禅師」を御開山と仰ぐようになった。

## 境内
本堂
現本堂は、二十七世越雲秀山大和尚の代（昭和45年）落慶。正面に釈迦牟尼仏像（右手に高祖承陽大師像・左手に太祖常済大師）を御本尊と安置し、薬師如来を守本尊（武相寅歳薬師にて御開帳）としている。
開山堂・位牌堂
本堂裏側。二十七世越雲秀山大和尚の代（昭和61年）に落慶。正面に御開山「顕道長察大和尚禅師」像を祭り、歴代の住職の位牌、檀信徒各家先祖代々の位牌を祭る。
法華塔
山門右手。享保13年（1728年）6月、時の住職州外良益和尚の建立。享保年間の天災に対し、「天下泰平、国家安寧」の祈願の為建立。
稲荷大明神社
山門右手奥。十一世俊峯雲外大和尚の代、文化10年（1813年）9月に山城国（京都府）伏見の本宮より大藏寺の鎮守様として奉勧遷した社。毎年2月11日に大藏寺初稲荷の大祭を勤修している。
大藏寺観音山
境内左手。正面に大慈悲観世音菩薩像（和田光太郎氏作）を安置。
筆塚
歴代住職墓地内。十三世實應太禅大和尚（天保10年、1839年8月24日寂）の徳を偲び、手習いを教わった近村の子供たち（筆子中）が奉納した石塔
中山小学校創立之碑
境内右手。明治25年9月7日、大藏寺内に「新治村立高等新冶小学校」設立。これが「中山小学校」の創立である。明治41年4月1日、「新治村立尋常高等中山小学校」設立。

## 交通アクセス
- JR東日本横浜線「中山駅」北口 下車 徒歩8分

## その他
毎月第1・第3日曜日に座禅会、毎月第2日曜日には写経会を開催している。